# Budenín
Budenín (německy Budenin) je část města Votice v okrese Benešov. Nachází se na východě Votic. V roce 2009 zde bylo evidováno 48 adres. Budenín je také název katastrálního území o rozloze 7,59 km². V katastrálním území Budenín leží i Kaliště a Otradovice.

## Historie
První písemná zmínka o vesnici pochází z roku 1380.

## Přírodní poměry
Jihovýchodně od vsi se nachází přírodní památka Louky u Budenína, která chrání hodnotnou reprezentativní ukázku ovsíkových, bezkolencových a pcháčových luk. Severně od vsi, již na katastru sousedního Kaliště, pak leží další chráněné území - přírodní památka Kališťské louky a mokřady. Celý katastr Budenína leží v přírodním parku Džbány - Žebrák.